# Alexandra de Hanovra
Prințesa Alexandra de Hanovra și Cumberland (în germană Alexandra Louise Marie Olga Elisabeth Therese Vera Prinzessin von Hannover und Cumberland; n. 29 septembrie 1882, Schloss Ort⁠(d), Austro-Ungaria – d. 30 noiembrie 1963, Glücksburg, Schleswig-Holstein, RFG), a fost prințesă a Marii Britanii și Irlandei, Ducesă de Brunswick-Lüneburg.

## Familie
Alexandra a fost al treilea copil și a doua fiică a Prințului Moștenitor de Hanovra, Ernest Augustus și a soției lui, Prințesa Thyra a Danemarcei, care era fiica cea mică a regelui Christian al IX-lea al Danemarcei și a reginei Louise de Hesse-Kassel. Pe linie paternă Alexandra a fost stră-strănepoata regelui George al III-lea al Regatului Unit (1738–1820) și a reginei Charlotte de Mecklenburg-Strelitz (1744–1818).

## Căsătorie și copii
Alexandra s-a căsătorit la 7 iunie 1904 la Gmunden, Austro-Ungaria cu Frederic Francisc al IV-lea, Mare Duce de Mecklenburg-Schwerin, fiul lui Frederic Francisc al III-lea, Mare Duce de Mecklenburg-Schwerin și al soției sale, Marea Ducesă Anastasia Mihailovna a Rusiei. Alexandra și Frederic Francis au avut cinci copii:
- Friedrich Franz, Mare Duce Ereditar de Mecklenburg-Schwerin (22 aprilie 1910 – 31 iulie 2001). Căsătorit cu Karin Elisabeth von Schaper, fiica lui Walter von Schaper și a baronesei Louise von Münchhausen. Cuplul nu a avut copii.
- Ducele Christian Louis de Mecklenburg-Schwerin  (29 septembrie 1912 – 1996). Căsătorit cu Prințesa Barbara a Prusiei, fiica Prințului Sigismund al Prusiei și a Prințesei Charlotte de Saxa-Altenburg. Cuplul a avut copii.
- Ducesa Olga de Mecklenburg-Schwerin (1916–1917).
- Ducesa Thyra de Mecklenburg-Schwerin (18 iunie 1919 – 27 septembrie 1981).
- Ducesa Anastasia de Mecklenburg-Schwerin (11 noiembrie 1923 – 25 ianuarie 1979). Căsătorită cu Prințul Friedrich Ferdinand de Schleswig-Holstein-Sonderburg-Glücksburg, fiul Prințului Albrecht de Schleswig-Holstein-Sonderburg-Glücksburg și al Contesei Ortrud de Ysenburg și Büdingen. Cuplul a avut copii.